# Jong Sil Lee
Jong Sil Lee (korejsky 이종실, I Čong-sil, * 26. června 1956 Soul) je farářem Presbyterní církve Koreje, v jejímž ústředí několik let pracoval. Od roku 2001 do současnosti (2010) působí v České republice ve sboru Českobratrské církve evangelické v Praze 8 - Kobylisích, kde vede korejskou část sboru a též se podílí na společných ekumenických česko-korejských bohoslužbách.
Současně pracuje jako první místopředseda ve Středoevropském centru misijních studií.
Do České republiky ho přivedl zájem studovat českou reformaci, učení Jana Milíče z Kroměříže, Jana Husa, Jakoubka ze Stříbra a křesťansko-marxistické vztahy jako východisko pro dialog se Severní Koreou.
Hovoří korejsky, anglicky a česky.